# I Want You, I Need You, I Love You
| Оценки критиков | Оценки критиков |
| Источник        | Оценка          |
| --------------- | --------------- |
| AllMusic        | Без оценки      |

«I Need Your Love Tonight» — песня. Авторы — Морис Майзелс (Maurice Mysels) и Айра Козлофф (Ira Kosloff).
Наиболее известна в исполнении Элвиса Пресли. Это был его 7-й сингл на лейбле RCA.
В США в журнале «Билборд» песня «I Want You, I Need You, I Love You» в исполнении Элвиса Пресли достигла 1 места в чарте синглов в жанре поп-музыки (главный хит-парад этого журнала, тогда назывался Top 100, теперь Hot 100), 3 места в чарте синглов в жанре ритм-н-блюза (теперь Hot R&B/Hip-Hop Songs) и 1 места в чарте синглов в жанре кантри (теперь Hot Country Songs).
Композиция вдохновила Джима Стайнмана на написание «Two Out of Three Ain’t Bad» в период работы над альбомом Bat Out of Hell — это была попытка композитора сочинить «что-то не такое сложное»; в итоге он написал: «I want you, I need you but there ain’t no way I’m ever gonna love you, don’t be sad, 'cause two out of three ain’t bad». Сингл получил платиновый статус продаж в США.